# 汉诺威
汉诺威（發音：[haˈnoːfɐ] ⓘ），德国下萨克森州的首府，位于莱讷河畔，北德平原和中德山地的相交处，既处于德国南北和东西铁路干线的交叉口，又濒临中德运河，是水陆辐辏的交通枢纽。汉诺威是工业制造业高度发达的城市，是德国的汽车、机械、电子等产业中心。此外第三产业已占就业人数的三分之二，除商业、金融、保险业外，汉诺威最著名的就是会展业和旅游业，欧洲最大的跨国旅游企业途易的总部就设在这里。全世界最大的信息技术展览CeBIT在這裡举办，2000年，这里还举办了世界博览会，另外，一年一度的汉诺威射手节（Schützenfest Hannover）也是全世界类似节日中最大规模者。

## 名称
汉诺威，可能是从Honovere演变而来，意思是Hohes Ufer，意思是“高岸”。据说，这个城市最初建立在莱讷河右岸七至八公尺高的悬崖处。

## 历史
中世纪时期，在莱讷河的岸上建立了这个城镇；它原来的名字是，可以翻译成“高高的河岸”。最早，这是一个渔夫和摆渡者生活的小村庄；到了13世纪，逐渐发展成了一个比较大的城镇。14世纪，汉诺威教堂建立；同时还建造了带有三个城门的城墙，用以保护城市。
1636年，卡伦贝格公爵决定把他的宅第搬迁到汉诺威；他的公国后来也就被称为“汉诺威公国”（参见：汉诺威王朝）。他的后裔中出现了多位英国国王，其中的第一位就是乔治一世，他于1714年即位；共有三位英国国王同时也是汉诺威的选帝侯。
七年战争期间，1757年7月26日爆发了哈斯滕贝克战役；法国军队击败了當地的守備軍並佔領汉诺威。
在1803年7月5日拿破仑强加了《阿特伦堡协定》（又称《易北协定》（Elbkonvention））之后，大约三万人的法国部队占领了汉诺威；同时，该协议还解散了汉诺威军队。乔治三世不认可易北协定，并且努力招募外籍部队；这导致大量的汉诺威战士最终移居英国，组成了后来在滑铁卢战役中一个重要的角色：国王德意志军团。1814年在维也纳会議，乔治三世把整个选区提升为“汉诺威王国”；它的首府汉诺威也扩展到了莱納河的对岸，并有大幅的增长。
1837年，英国和汉诺威的共主邦联中止，因为威廉四世在英国的继承人是維多利亞女王，而汉诺威法律規定只能由男性继承，所以威廉的弟弟恩斯特·奧古斯特继承了汉诺威。而后，汉诺威王国一直延续到1866年，当时它被普鲁士吞并。在被吞并之后，汉诺威人民一直反对普鲁士政权。然而，汉诺威继续成长；直到第二次世界大战，整个城市的三分之二被轰炸成为废墟。
战后，汉诺威以承办商业博览会而闻名，1947年英国军政府下令举办工业博览会（汉诺威工业博览会），在一家名叫联合轻合金工厂的厂址动工，因陋就简，开办展览，没想到展览会竟然大获成功，有几十万人前来参观。这次展会随后发展成世界上最大的工业博览会。每年四月，来自全球不下6000家厂商参展。成为世界最新机器设备和新技术的风向标。除一年一度的工业博览会外，1986年起又从工业博览会分出CeBIT（办公技术、信息通信展览），航空博览会，国际建筑博览会等，把博览事业提升到新的高度。2000年，汉诺威承办了世界博览会。

## 经济
汉诺威的本土企业涉及各个不同的领域。在汽车工业领域，汉诺威拥有大陆轮胎、福斯汽车、瓦尔塔蓄电池和威伯科汽车控制系统等；在保险金融行业中，汉诺威保险集团、汉诺威再保险、汉诺威统一保险及AWD金融咨询公司都将总部设在这里。此外，汉诺威还是欧洲最大的旅行公司TUI以及1889年诞生的巴森饼干厂的总部所在地。
汉诺威是一个重要的展览会议城市。总部设在汉诺威的德国展览公司，拥有70年历史，是世界领先的展览公司，平均年收入约为2.5亿欧元。除了每年一度全球规模最大的信息技术展览会CeBIT以及汉诺威工业博览会以外，汉诺威展览公司还在此举办各类其他知名展会。与此同时，汉诺威会议中心每年召开许多会议。

## 氣候
漢諾威屬溫帶海洋性氣候，全年氣候溫和。
| 漢諾威 (平均 1991–2020 / 極端 1936–2023) | 漢諾威 (平均 1991–2020 / 極端 1936–2023) | 漢諾威 (平均 1991–2020 / 極端 1936–2023) | 漢諾威 (平均 1991–2020 / 極端 1936–2023) | 漢諾威 (平均 1991–2020 / 極端 1936–2023) | 漢諾威 (平均 1991–2020 / 極端 1936–2023) | 漢諾威 (平均 1991–2020 / 極端 1936–2023) | 漢諾威 (平均 1991–2020 / 極端 1936–2023) | 漢諾威 (平均 1991–2020 / 極端 1936–2023) | 漢諾威 (平均 1991–2020 / 極端 1936–2023) | 漢諾威 (平均 1991–2020 / 極端 1936–2023) | 漢諾威 (平均 1991–2020 / 極端 1936–2023) | 漢諾威 (平均 1991–2020 / 極端 1936–2023) | 漢諾威 (平均 1991–2020 / 極端 1936–2023) |
| 月份                                     | 1月                                      | 2月                                      | 3月                                      | 4月                                      | 5月                                      | 6月                                      | 7月                                      | 8月                                      | 9月                                      | 10月                                     | 11月                                     | 12月                                     | 全年                                     |
| ---------------------------------------- | ---------------------------------------- | ---------------------------------------- | ---------------------------------------- | ---------------------------------------- | ---------------------------------------- | ---------------------------------------- | ---------------------------------------- | ---------------------------------------- | ---------------------------------------- | ---------------------------------------- | ---------------------------------------- | ---------------------------------------- | ---------------------------------------- |
| 历史最高温 °C（°F）                      | 17.0 (62.6)                              | 19.1 (66.4)                              | 24.4 (75.9)                              | 29.7 (85.5)                              | 32.2 (90.0)                              | 35.7 (96.3)                              | 39.2 (102.6)                             | 38.1 (100.6)                             | 33.0 (91.4)                              | 27.4 (81.3)                              | 20.7 (69.3)                              | 17.0 (62.6)                              | 39.2 (102.6)                             |
| 平均高温 °C（°F）                        | 4.4 (39.9)                               | 5.5 (41.9)                               | 9.3 (48.7)                               | 14.7 (58.5)                              | 18.6 (65.5)                              | 21.7 (71.1)                              | 23.9 (75.0)                              | 23.7 (74.7)                              | 19.4 (66.9)                              | 14.0 (57.2)                              | 8.5 (47.3)                               | 5.3 (41.5)                               | 14.1 (57.4)                              |
| 日均气温 °C（°F）                        | 2.1 (35.8)                               | 2.6 (36.7)                               | 5.3 (41.5)                               | 9.5 (49.1)                               | 13.5 (56.3)                              | 16.6 (61.9)                              | 18.7 (65.7)                              | 18.4 (65.1)                              | 14.5 (58.1)                              | 10.2 (50.4)                              | 6.0 (42.8)                               | 3.0 (37.4)                               | 10.0 (50.0)                              |
| 平均低温 °C（°F）                        | −0.5 (31.1)                              | −0.5 (31.1)                              | 1.3 (34.3)                               | 4.2 (39.6)                               | 7.8 (46.0)                               | 11.1 (52.0)                              | 13.3 (55.9)                              | 13.1 (55.6)                              | 9.9 (49.8)                               | 6.5 (43.7)                               | 3.2 (37.8)                               | 0.5 (32.9)                               | 5.8 (42.4)                               |
| 历史最低温 °C（°F）                      | −24.8 (−12.6)                            | −24.3 (−11.7)                            | −18.3 (−0.9)                             | −7.4 (18.7)                              | −3.2 (26.2)                              | 0.3 (32.5)                               | 3.3 (37.9)                               | 3.3 (37.9)                               | −1.3 (29.7)                              | −7.9 (17.8)                              | −17.1 (1.2)                              | −20.9 (−5.6)                             | −24.8 (−12.6)                            |
| 平均降水量 mm（）                        | 52.6 (2.07)                              | 40.5 (1.59)                              | 44.8 (1.76)                              | 35.5 (1.40)                              | 52.0 (2.05)                              | 52.7 (2.07)                              | 68.2 (2.69)                              | 65.3 (2.57)                              | 52.1 (2.05)                              | 56.7 (2.23)                              | 51.6 (2.03)                              | 54.6 (2.15)                              | 626.7 (24.67)                            |
| 平均降水天数（≥ 1.0 mm）                 | 17.4                                     | 15.5                                     | 15.4                                     | 12.6                                     | 13.5                                     | 14.0                                     | 15.2                                     | 15.0                                     | 13.4                                     | 15.5                                     | 17.2                                     | 18.3                                     | 183                                      |
| 平均降雪天数（≥ 1.0 cm）                 | 5.5                                      | 4.9                                      | 1.8                                      | 0.1                                      | 0                                        | 0                                        | 0                                        | 0                                        | 0                                        | 0                                        | 0.8                                      | 3.6                                      | 16.7                                     |
| 平均相對濕度（％）                       | 84.7                                     | 81.4                                     | 76.9                                     | 70.1                                     | 70.3                                     | 70.8                                     | 71.0                                     | 72.2                                     | 78.2                                     | 83.0                                     | 86.2                                     | 86.0                                     | 77.6                                     |
| 月均日照時數                             | 47.4                                     | 68.4                                     | 117.2                                    | 177.1                                    | 212.1                                    | 211.1                                    | 213.5                                    | 198.5                                    | 151.6                                    | 106.2                                    | 51.8                                     | 39.3                                     | 1,596.9                                  |
| 来源1：World Meteorological Organization |                                          |                                          |                                          |                                          |                                          |                                          |                                          |                                          |                                          |                                          |                                          |                                          |                                          |
| 来源2：DWD                               |                                          |                                          |                                          |                                          |                                          |                                          |                                          |                                          |                                          |                                          |                                          |                                          |                                          |

## 交通
汉诺威是德国的重要交通枢纽。由于2000年世博会的召开，汉诺威的交通相当发达。各个方向的铁路以及高速公路在此交会。汉诺威火车總站是德国第5大火车站，每天有622班次火车到达或离开，前往超过60个欧洲大城市，每天的客运量大约为25万人次（2006年12月数据），车站内共有12个火车站台与6个地铁站台，换乘相当便捷。
除了发达的铁路交通，汉诺威的公共交通网络也是德国公共交通的典范。漢諾威城市快鐵把汉诺威的郊县与市区很好的连接起来。市内交通更是由漢諾威城鐵以及多条的公共汽车线路组成（其中100/200路为环绕市中心的环线）。在召开大型展会期间会加开展会专线。城铁是这里的主要公共交通工具，它延伸到城市的每个角落。在市中心Kröpcke的地铁车站共有三层，幾乎所有的城铁线路都在这里停靠。
除此之外，汉诺威还拥有四个港口，年吞吐量为375万吨（2006年），是北德最大内陆港。汉诺威机场是德国第二大连接东欧和法兰克福的机场。此外，在汉诺威展会中心还有专为大型展会所提供的直升机平台。

## 旅游景点
汉诺威市中心最重要的36个景点被一条“红线”串联起来，这是一条画在地面上红色的环线，总长4.2公里。
- 黑伦豪森王家花园：黑伦豪森王家花园是最著名的欧洲巴洛克风格花园之一。早在1638年卡伦贝格公爵就开始建造此花园。三个世纪以来，花园的主人改朝换代，花园也因此被很大程度的改建和扩建。17世纪中期，这个花园只有现在的一半大。直到1714年，当时的选帝侯汉诺威的索菲亚夫人将其改建成下萨克森的巴洛克风格，并将其扩建到50公顷，也就是今天的大小。私人花园的历史到1936年结束，汉诺威市政府买下花园并进行改建。如今大花园已经成为汉诺威人引以为豪的场所，每年夏天，“国际烟火节”和“大花园里的小节日”都在这里定期举办。
- 汉诺威市政厅（Neues Rathaus）：汉诺威市政厅市汉诺威市长办公所在地。经过12年的建设，1913年6月汉诺威市政厅，即汉诺威新市政厅建成。从那以后汉诺威的行政主管部门不再使用老的市政厅，改迁到现在的市政厅工作。市政厅的造价达一千万马克，并且是现金支付。但是在二战期间，同其他汉诺威市内建筑一样遭到美军强烈轰炸，市政厅曾遭到严重损坏。市政厅内最值得一提的是通往顶层观光台的电梯，电梯沿着拱顶斜着成17度角往上爬升50米，是欧洲唯一一座倾斜上升的电梯。
- 汉诺威动物园：汉诺威动物园建于1865年，占地22公顷。作为2000年世博项目之一，1999年起汉诺威花了5年的时间将原来传统的动物园改建成现在全世界最具吸引力的动物园之一——历险动物园。这种历险乐园的形式在欧洲没有先例。没有一个动物园能在如此短的时间里为动物和人类创造出可以如此亲密接触的游乐园。现有动物种类233种，约1800头。300多个员工饲养这些动物。2006年动物园接待了超过120万游客。據调查显示，93.6％的游客对汉诺威动物园的评价为很好或好。
- 集市教堂：集市教堂坐落于汉诺威老城的中心，是三座汉诺威最老的教堂之一，也是下萨克森州最大的教堂之一。至今此建筑的大部分仍保持了14世纪北德的建筑风格。教堂的屋顶在1943年的空袭中被摧毁，1952年按原样修复。教堂高97米，是汉诺威的象征。
- 莱讷河城堡（Leineschloss）：以前是国王的城堡，现在是下萨克森议会所在地。
- 老市政厅（Altes Rathaus）：老市厅位于汉诺威市中心，其中一部分早在1410年就已建成，以后经过多次扩建。自市长办公室迁到新市政厅后，老市政厅内现只有民政局在此办公。
- 汉诺威展览中心（Messegelände Hannover）：它是世界上最大的展览中心，拥有49.6万平方公尺室内场馆，5万8千平方公尺户外场地，27个馆和一个拥有35个功能厅的会议中心。二战后，由于莱比锡展览中心被前苏联占领，英国人不得不寻找一个新的合适的地方举办贸易展销会，于是就选择了位于汉诺威南部曾经制造飞机的工厂，1947年在那里举办了第一次展览会，从那以后这个地方就成了展览会场，除了2000年的世博会，每年的CeBIT和汉诺威工博会都在这里举行。
- 希尔德斯海姆：美丽的中世纪城镇，以列入世界文化遗产的大教堂以及市场和半木质结构的老房子而闻名
- 哈默尔恩：这座美丽的城镇以为民间传说中的花衣魔笛手而闻名

## 文化和教育

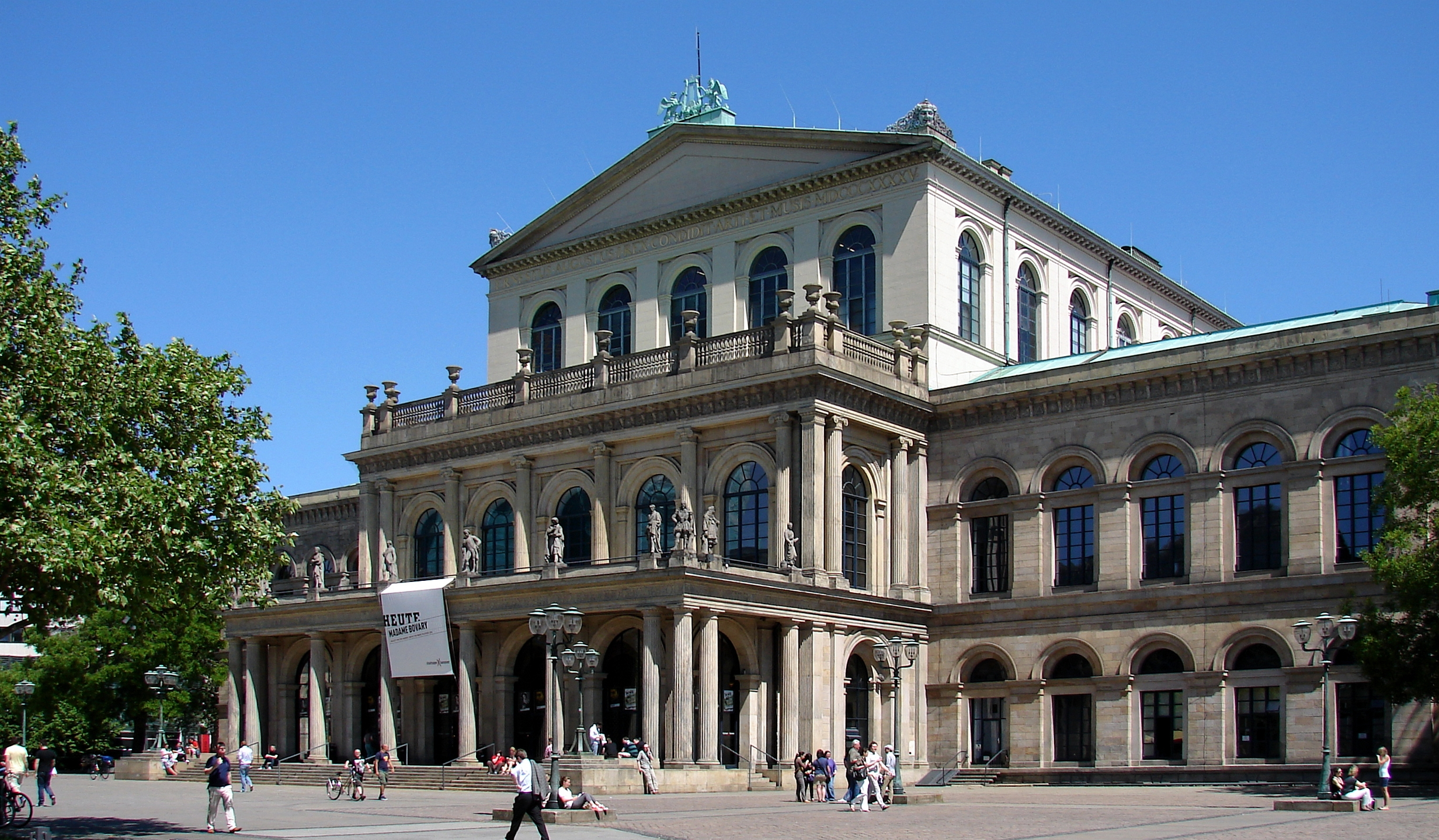
國家歌剧院Staatsoper位于它19世纪的古典剧院中

汉诺威拥有40所不同的剧院，24家不同主题的博物馆（历史、音乐、艺术等）和一家一流水准闻名世界的国家歌剧院。除此之外，体育也是汉诺威的特色之一，汉诺威96是当地著名的足球俱乐部，因为其成立于1896年，因此得名汉诺威96。汉诺威主要的大专院校：
- 汉诺威莱布尼兹大学，即汉诺威大学：始建于1831年，是一所覆盖文、理、工科的综合性大学，60多个专业，现有学生23000名，其中超过4000名为外国学生。
- 汉诺威医学院（英语：Hannover Medical School）：德国最好的医学院之一，建于1965年，现有学生3200名。
- 汉诺威兽医学院（英语：University of Veterinary Medicine Hannover）：1778年建校，是汉诺威最古老的学校，是一所知名的兽医学校。
- 汉诺威音乐学院：1897年建立，有20个与音乐和戏剧表演相关的专业，现有约1200学生，许多该校的毕业生都曾获得各种奖项。中国青年钢琴家李云迪也在此进修。
- GISMA商学院（英语：GISMA Business School）：是一所1999年刚刚建成的私立商校，提供MBA和EMBA硕士课程，尽管成立时间不长，但强大的师资力量和与美国普渡大学（Purdue University）的紧密合作，使她已挤身于欧洲顶尖商学院之列。
- 汉诺威应用科学大学（英语：Hanover University of Applied Sciences and Arts）：1971年建立，现有500名教授及6000名学生。

## 體育
- 漢諾威96（Hannover 96）:一支位於德國漢諾威市的足球俱樂部，現於德乙中參賽。

## 名人
- 威廉·赫歇尔：英國天文學家及音樂家，曾作出多項天文發現，包括天王星等。「恆星天文學之父」。
- 卡羅琳·赫歇爾：英國天文學家，威廉·赫歇尔的妹妹。
- 萊布尼茲：德國哲學家、數學家。萊布尼茲被喻為「微積分學」的第二位創始人，也是發明積分符號「ʃ」和最先使用微分符號「dx、dy」的數學家。當中，雖然最早有微積分這個概念的數學家是牛頓，但萊布尼茲的微積分是最完整的，也是現代微積分學的先驅。由於萊布尼茲曾在德國漢諾威生活和工作了近四十年，並且在漢諾威去世，為了紀念他和他的學術成就，2006年7月1日，也就是萊布尼茲360周年誕辰之際，漢諾威大學正式改名為漢諾威萊布尼茲大學。

## 其它
汉诺威比较著名的城区：
- Herrenhausen
- Hannover-Zoo
- Hannover-Nordstadt

摇滚乐队蝎子乐队和Fury in the Slaughterhouse起源于汉诺威。

## 友好城市
| - 英国布里斯托尔 - 法国佩皮尼昂 - 法国鲁昂 - 马来西亚吉隆坡 |  | - 马拉维布兰太尔 - 波兰波兹南 - 日本广岛 |  | - 德国莱比锡 - 中国常德 - 中国六安 |